# میروسلاو ددا
میروسلاو ددا (اوکراینی: Мирослав Мирославович Деда؛ زادهٔ ۲۸ مهٔ ۱۹۹۹) بازیکن فوتبال اهل اوکراین است.